# 奥拉山
奥拉山，或奥拉尔山（Phnom Aural）是柬埔寨境内的最高峰，海拔1,813米。坐落在豆蔻山脉的东部。位于柬埔寨西南部磅士卑省奥拉县。
1993年，为了保护山脉的生物多样性，柬埔寨建立了“奥拉山野生动物庇护所”（Phnom Aural Wildlife Sanctuary）。